# جيريمي جاي شابيرو
جيريمي جاي شابيرو (بالإنجليزية: Jeremy J. Shapiro)‏ هو فيلسوف أمريكي، ولد في 1940.